# Symboles nationaux irlandais
Les symboles nationaux irlandais sont :

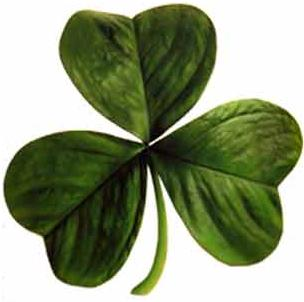
Shamrock : le trèfle à trois feuilles.

- le trèfle à trois feuilles, associé à la fête de la Saint-Patrick. Représentant la Sainte Trinité, il a été employé par Patrick d'Irlande pour l'expliquer aux Irlandais ne connaissant pas encore le catholicisme ;
- les harpes servant à jouer de la musique traditionnelle irlandaise, notamment la harpe dite de Brian Boru ;
- les petites créatures Irlandaises appelées leprechauns [1];
- les stouts (des bières brunes), notamment la Guinness, la Caffrey's, la Murphy's et la Beamish.